# Стала Апері
Ста́ла Апері́ (англ. Apéry's constant, фр. Constante d'Apéry) — дійсне число, що позначається {\displaystyle \zeta (3)} (іноді {\displaystyle \zeta _{3}}), яке дорівнює сумі обернених до кубів цілих додатних чисел і, отже, є частковим значенням дзета-функції Рімана:
{\displaystyle \zeta (3)=\sum _{k=1}^{\infty }{\frac {1}{k^{3}}}={\frac {1}{1^{3}}}+{\frac {1}{2^{3}}}+{\frac {1}{3^{3}}}+{\frac {1}{4^{3}}}+\dots }.
Чисельне значення сталої виражається нескінченним неперіодичним десятковим дробом:
{\displaystyle \displaystyle \zeta (3)=} 1,202 056 903 159 594 285 399 738 161 511 449 990 764 986 292 340 498 881 792 271 555 3…
Названа на честь Роже Апері, який довів 1978 року, що {\displaystyle \zeta (3)} є ірраціональним числом (теорема Апері). Початкове доведення мало складний технічний характер, пізніше знайдено простий варіант доведення з використанням многочленів Лежандра. Невідомо, чи є стала Апері трансцендентним числом.
Ця стала давно приваблювала математиків — ще 1735 році Леонард Ейлер обчислив її з точністю до 16 значущих цифр (+1,202056903159594).

## Застосування в математиці і фізиці

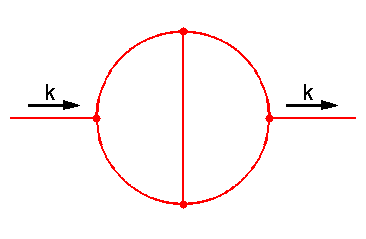
Двопетльова діаграма Фейнмана, результат для якої містить

У математиці стала Апері зустрічається у багатьох застосуваннях. Зокрема, величина, обернена до {\displaystyle \zeta (3)}, дає ймовірність того, що будь-які три випадковим чином вибраних додатних цілих числа будуть взаємно простими — в тому сенсі, що при {\displaystyle N\to \infty } ймовірність того, що три додатних цілих числа, менших, ніж {\displaystyle {\textstyle {N}}} (і вибраних випадковим чином) будуть взаємно простими, прямує до {\displaystyle 1/\zeta (3)}.
Стала Апері природним чином виникає в низці задач фізики, зокрема в поправках другого (і вище) порядків до аномального магнітного моменту електрона в квантовій електродинаміці. Наприклад, результат для двопетльової діаграми Фейнмана, зображеної на малюнку, дає {\displaystyle 6\zeta (3)} (тут мається на увазі 4-вимірне інтегрування за імпульсами внутрішніх петель, що містять тільки безмасові віртуальні частинки, а також відповідне нормування, включно зі степенем імпульсу зовнішньої частки {\displaystyle k}). Інший приклад — двовимірна модель Дебая.

## Зв'язок з іншими функціями
Стала Апері пов'язана з частковим значенням полігамма-функції другого порядку:
{\displaystyle \zeta (3)=-{\tfrac {1}{2}}\,\psi ^{(2)}(1)}
і з'являється в розкладі гамма-функції в ряд Тейлора:
{\displaystyle \Gamma (1+\varepsilon )=e^{-\gamma \varepsilon }\left[1+{\tfrac {1}{12}}\pi ^{2}\varepsilon ^{2}-{\tfrac {1}{3}}\zeta (3)\varepsilon ^{3}+O(\varepsilon ^{4})\right]} ,
де у вигляді {\displaystyle e^{-\gamma \varepsilon }} факторизуються внески, що містять сталу Ейлера — Маскероні {\displaystyle {\textstyle {\gamma }}}.
Стала Апері також пов'язана зі значеннями трилогарифма {\displaystyle \mathrm {Li} _{3}(z)} (частковий випадок полілогарифма {\displaystyle \mathrm {Li} _{n}(z)}):
{\displaystyle \mathrm {Li} _{3}(1)=\zeta (3)} ,
{\displaystyle \mathrm {Li} _{3}\left({\tfrac {1}{2}}\right)={\tfrac {1}{6}}(\ln 2)^{3}-{\tfrac {1}{12}}\pi ^{2}\ln 2+{\tfrac {7}{8}}\,\zeta (3)}.

## Подання у вигляді рядів
Деякі інші ряди, члени яких обернені кубів натуральних чисел, також виражаються через сталу Апері:
{\displaystyle \zeta (3)={\tfrac {4}{3}}\sum _{k=1}^{\infty }{\frac {(-1)^{k-1}}{k^{3}}}={\tfrac {4}{3}}\left(1-{\frac {1}{2^{3}}}+{\frac {1}{3^{3}}}-{\frac {1}{4^{3}}}+\cdots \right)},
{\displaystyle \zeta (3)={\tfrac {8}{7}}\sum _{k=0}^{\infty }{\frac {1}{(2k+1)^{3}}}={\tfrac {8}{7}}\left(1+{\frac {1}{3^{3}}}+{\frac {1}{5^{3}}}+{\frac {1}{7^{3}}}+\cdots \right)}.
Інші відомі результати — сума ряду, що містить гармонічні числа {\displaystyle {\textstyle {H_{k}}}}:
{\displaystyle \zeta (3)={\tfrac {1}{2}}\sum _{k=1}^{\infty }{\frac {H_{k}}{k^{2}}}} ,
а також подвійна сума:
{\displaystyle \zeta (3)={\tfrac {1}{2}}\sum _{j=1}^{\infty }\sum _{k=1}^{\infty }{\frac {1}{jk(j+k)}}}.
Для доведення ірраціональності {\displaystyle \zeta (3)} Роже Апері користувався поданням:
{\displaystyle \zeta (3)={\tfrac {5}{2}}\sum _{k=1}^{\infty }(-1)^{k-1}{\frac {(k!)^{2}}{k^{3}(2k)!}}={\tfrac {5}{2}}\sum _{k=1}^{\infty }{\frac {(-1)^{k-1}}{k^{3}{\binom {2k}{k}}}}},
де {\displaystyle {\textstyle {\binom {2k}{k}}={\frac {(2k)!}{k!^{2}}}}} — біноміальний коефіцієнт.
1773 року Леонард Ейлер навів подання у вигляді ряду (яке згодом було кілька разів заново відкрито в інших роботах):
{\displaystyle \zeta (3)={\tfrac {1}{7}}\pi ^{2}\left[1-4\sum _{k=1}^{\infty }{\frac {\zeta (2k)}{(2k+1)(2k+2)2^{2k}}}\right]},
у якому значення дзета-функції Рімана парних аргументів можна подати як {\displaystyle {\textstyle {\zeta (2k)=(-1)^{k+1}(2\pi )^{2k}B_{2k}/(2(2k)!)}}}, де {\displaystyle {\textstyle {B_{2k}}}} — числа Бернуллі.
Рамануджан дав кілька подань у вигляді рядів, які чудові тим, що вони забезпечують кілька нових значущих цифр на кожній ітерації. Серед них:
{\displaystyle \zeta (3)={\tfrac {7}{180}}\pi ^{3}-2\sum _{k=1}^{\infty }{\frac {1}{k^{3}(e^{2\pi k}-1)}}}
Саймон Плафф отримав ряди іншого типу:
{\displaystyle \zeta (3)=14\sum _{k=1}^{\infty }{\frac {1}{k^{3}\sinh(\pi k)}}-{\tfrac {11}{2}}\sum _{k=1}^{\infty }{\frac {1}{k^{3}(e^{2\pi k}-1)}}-{\tfrac {7}{2}}\sum _{k=1}^{\infty }{\frac {1}{k^{3}(e^{2\pi k}+1)}}\;,}
а також аналогічні подання для інших сталих {\displaystyle \zeta (2n+1)}.
Отримано й інші подання у вигляді рядів, зокрема:
{\displaystyle \zeta (3)={\tfrac {1}{4}}\sum _{k=1}^{\infty }(-1)^{k-1}{\frac {(56k^{2}-32k+5)(k-1)!^{3}}{(2k-1)^{2}(3k)!}}}
{\displaystyle \zeta (3)={\tfrac {8}{7}}-{\tfrac {8}{7}}\sum _{k=1}^{\infty }{\frac {{\left(-1\right)}^{k}\,2^{-5+12\,k}\,k\,\left(-3+9\,k+148\,k^{2}-432\,k^{3}-2688\,k^{4}+7168\,k^{5}\right)\,{k!}^{3}\,{\left(-1+2\,k\right)!}^{6}}{{\left(-1+2\,k\right)}^{3}\,\left(3\,k\right)!\,{\left(1+4\,k\right)!}^{3}}}}
{\displaystyle \zeta (3)={\tfrac {1}{64}}\sum _{k=0}^{\infty }(-1)^{k}{\frac {(205k^{2}+250k+77)\cdot k!^{10}}{(2k+1)!^{5}}}}
{\displaystyle \zeta (3)={\tfrac {1}{24}}\sum _{k=0}^{\infty }(-1)^{k}{\frac {((2k+1)!(2k)!k!)^{3}(126392k^{5}+412708k^{4}+531578k^{3}+336367k^{2}+104000k+12463)}{(3k+2)!\cdot (4k+3)!^{3}}}}
Деякі з цих подань використано для обчислення сталої Апері з багатьма мільйонами значущих цифр.
1998 року отримано подання у вигляді ряду, яке дає можливість обчислити довільний біт сталої Апері.

## Подання у вигляді інтегралів
Існує також багато різних інтегральних подань для сталої Апері, починаючи від тривіальних формул на зразок
{\displaystyle \zeta (3)={\frac {1}{2}}\int \limits _{0}^{\infty }\!{\frac {x^{2}}{e^{x}-1}}\,dx={\frac {2}{3}}\int \limits _{0}^{\infty }\!{\frac {x^{2}}{e^{x}+1}}\,dx}
або
{\displaystyle \zeta (3)=\int \limits _{0}^{1}\!{\frac {\ln(x)\ln(1-x)}{x}}\,dx},
які випливають із найпростіших інтегральних визначень дзета-функції Рімана, до досить складних, таких, як
{\displaystyle \zeta (3)=\pi \!\!\int \limits _{0}^{\infty }\!{\frac {\cos(2\,\mathrm {arctg} \,x)}{\left(x^{2}+1\right){\big [}\mathrm {ch} {\big (}{\frac {1}{2}}\pi x{\big )}{\big ]}^{2}}}\,dx\qquad } (Йоган Єнсен),
{\displaystyle \zeta (3)=-{\frac {1}{2}}\int \limits _{0}^{1}\!\!\int \limits _{0}^{1}{\frac {\ln(xy)}{\,1-xy\,}}\,dx\,dy\qquad } (Фрітс Бекерс),
{\displaystyle \zeta (3)=\,{\frac {8\pi ^{2}}{7}}\!\!\int \limits _{0}^{1}\!{\frac {x\left(x^{4}-4x^{2}+1\right)\ln \ln {\frac {1}{x}}}{\,(1+x^{2})^{4}\,}}\,dx\qquad } (Ярослав Благушин).

## Ланцюгові дроби
Ланцюговий дріб для сталої Апері (послідовність A013631 з Онлайн енциклопедії послідовностей цілих чисел, OEIS) має такий вигляд:
{\displaystyle \zeta (3)=[1;4,1,18,1,1,1,4,1,9,9,2,1,1,1,2,7,1,1,7,11,1,1,1,\cdots ]=}
{\displaystyle =1+{\cfrac {1}{4+{\cfrac {1}{1+{\cfrac {1}{18+{\cfrac {1}{1+\ldots }}}}}}}}\;}
Перший узагальнений ланцюговий дріб для сталої Апері, що має закономірність, відкрили незалежно Стілтьєс і Рамануджан:
{\displaystyle \zeta (3)=1+{\cfrac {1}{4+{\cfrac {1^{3}}{1+{\cfrac {1^{3}}{12+{\cfrac {2^{3}}{1+{\cfrac {2^{3}}{20+{\cfrac {3^{3}}{1+{\cfrac {3^{3}}{28+{\cfrac {\dots }{\dots +{\cfrac {n^{3}}{1+{\cfrac {n^{3}}{4(2n+1)+\dots }}}}}}}}}}}}}}}}}}}}}
Його можна перетворити до вигляду:
{\displaystyle \zeta (3)=1+{\cfrac {1}{5-{\cfrac {1^{6}}{21-{\cfrac {2^{6}}{55-{\cfrac {3^{6}}{119-{\cfrac {4^{6}}{225-{\cfrac {\dots }{\dots +{\cfrac {n^{6}}{(2n^{3}+3n^{2}+11n+5)+\dots }}}}}}}}}}}}}}}
Апері зміг прискорити збіжність ланцюгового дробу для сталої:
{\displaystyle \zeta (3)={\frac {6}{5}}-{\cfrac {1^{6}}{117-{\cfrac {2^{6}}{535-{\cfrac {3^{6}}{1436-{\cfrac {4^{6}}{3105-{\cfrac {\dots }{\dots +{\cfrac {n^{6}}{(34n^{3}+51n^{2}+27n+5)+\dots }}}}}}}}}}}}}

## Обчислення десяткових цифр
Число відомих значущих цифр сталої Апері {\displaystyle \zeta (3)} значно зросло за останні десятиліття завдяки як збільшенню комп'ютерних потужностей, так і поліпшенню алгоритмів.
| Дата           | Кількість значущих цифр | Автори обчислення                  |
| -------------- | ----------------------- | ---------------------------------- |
| 1735           | 16                      | Леонард Ейлер                      |
| 1887           | 32                      | Томас Йоанес Стілтьєс              |
| 1996           | 520,000                 | Greg J. Fee & Simon Plouffe        |
| 1997           | 1,000,000               | Bruno Haible & Thomas Papanikolaou |
| 1997, травень  | 10,536,006              | Patrick Demichel                   |
| 1998, лютий    | 14,000,074              | Sebastian Wedeniwski               |
| 1998, березень | 32,000,213              | Sebastian Wedeniwski               |
| 1998, липень   | 64,000,091              | Sebastian Wedeniwski               |
| 1998, грудень  | 128,000,026             | Sebastian Wedeniwski               |
| 2001, вересень | 200,001,000             | Shigeru Kondo & Xavier Gourdon     |
| 2002, лютий    | 600,001,000             | Shigeru Kondo & Xavier Gourdon     |
| 2003, лютий    | 1,000,000,000           | Patrick Demichel & Xavier Gourdon  |
| 2006, квітень  | 10,000,000,000          | Shigeru Kondo & Steve Pagliarulo   |
| 2009, січень   | 15,510,000,000          | Alexander J. Yee & Raymond Chan    |
| 2009, березень | 31,026,000,000          | Alexander J. Yee & Raymond Chan    |
| 2010, вересень | 100,000,001,000         | Alexander J. Yee                   |
| 2013, вересень | 200 000 001 000         | Robert J. Setti                    |
| 2015, серпень  | 250 000 000 000         | Ron Watkins                        |
| 2015, грудень  | 400 000 000 000         | Dipanjan Nag                       |
| 2017, серпень  | 500 000 000 000         | Ron Watkins                        |
| 2019, травень  | 1 000 000 000 000       | Ian Cutress                        |
| 2020, липень   | 1 200 000 000 000       | Seungmin Kim                       |

## Інші значення дзета-функції в непарних точках
Існує багато досліджень, присвячених іншим значенням дзета-функції Рімана в непарних точках {\displaystyle \zeta (2n+1)} при {\displaystyle n>1}. Зокрема, в роботах Вадима Зуділіна і Тангая Рівоаля показано, що ірраціональними є нескінченна множина чисел {\displaystyle \zeta (2n+1)}, а також що принаймні одне з чисел {\displaystyle \zeta (5)}, {\displaystyle \zeta (7)}, {\displaystyle \zeta (9)}, або {\displaystyle \zeta (11)} є ірраціональним.